# Mozambique
Mozambique è la terza traccia di Desire, un album del cantautore statunitense Bob Dylan. Nonostante il 1975, anno in cui è stata scritta, fosse l'anno dell'indipendenza nazionale del Mozambico, la canzone non ha niente a che fare con questo. Fu solo un tentativo di scrivere una canzone utilizzando la difficile rima in –ique.